# Берг-регламент
Берг-регламент — законодательный акт, изданный в 1739 году и устанавливающий несколько иную, по сравнению с прежней, систему управления горной частью (Берг-привилегия). Отменен в 1742 году вместе с упразднением берг-директориума. 

## Положения
Основной задачей Берг-регламента было дополнить и развить Берг-привилегии. Как таковой, Берг-регламент снизил налоговое обложение промышленников, позволив им выплачивать в госказну не всю, а лишь 2/3 выплавляемой ими меди, остальную же им было разрешено свободно реализовывать на рынке. Также была разрешена приписка государственных крестьян к частным заводам. Кроме этого, промышленники освобождались от уплаты налогов и сборов на продовольствие и припасы, поставляемые на заводы. Кроме этого, в условиях господствовавшей тогда бироновщины, иностранным гражданам были предоставлены равные права и обязанности с российскими промышленниками. Главной заслугой Берг-регламента стало то, что он закрепил ликвидацию преимущественного права владельцев земли на разработку полезных ископаемых в пределах их вотчины. После 1739 года это преимущественное (хотя и не исключительное) право пользования получали не владельцы земли, а те разведыватели, которые обнаружили их первыми. Собственники земли, впрочем, продолжали получали часть дохода с добычи. Хотя сам Берг-регламент был отменен в 1782 году, некоторые его положения сохраняли силу до 1807 года.